# Фронт без пощады
«Фронт без пощады» (нем. Front ohne Gnade) — приключенческий боевик, 13-серийный телесериал производства телевидения ГДР, вышедший в 1984 году. Первоначально задумывался как приквел сериала «Архив смерти»; однако, сюжет был переработан и стал полностью самостоятельным, большинство актёров снялись те же.

## Сюжет
Сериал рассказывает о борьбе немецких антифашистов, со времён прихода нацистов к власти в Германии и вплоть до конца Второй мировой войны.
Главным героем является антифашист, коммунист Герман Андерс. Его знакомый, юноша по имени Хайнер, ухаживает за служанкой Анни, которая работала в доме высокопоставленного офицера СА Отто фон Витке в окрестностях Берлина. Во время «Ночи длинных ножей» тот был убит, а в доме обосновался оберштурмбаннфюрер СС Маас (по ходу сюжета дорастающий до звания бригадефюрера). Анни начинает выполнять поручения Германа и следить за нацистами, однако её выслеживает дворецкий Цирус Розенфельд, ранее служивший убитому Витке, а после его смерти усиленно пытающийся завоевать расположение эсэсовцев, однако ведущий при этом свою тайную игру.
Во время Гражданской войны в Испании Герман сражается на стороне республиканцев, где похищает капитана легиона «Кондор» барона Готфрида фон Линдека и под его личиной пробирается в лагерь франкистов. Сам барон в плену у республиканцев понемногу начинает им сочувствовать, что оказывается небесполезным несколько лет спустя, уже во время Второй мировой войны.
В годы Второй мировой Маас руководит диверсионными операциями на кавказском направлении, а Хайнер оказывается в штрафном батальоне на Восточном фронте.
После ряда приключений некоторые из героев погибают (Хайнер — при попытке перебежать линию фронта, Анни — в концлагере, испанец Кальво — в рядах РККА при штурме Берлина), другие доживают до поражения и капитуляции нацистской Германии и победы Советского Союза. Основные антигерои, Маас и его подручный Менге, после краткого послевоенного заключения поступают на службу в ЦРУ и БНД, где (к их огромному удивлению) их куратором (и новым владельцем виллы) оказывается бывший дворецкий Цирус Розенфельд, работавший сразу на несколько разведок, а его служанкой стала работать супруга самого Мааса.

## Серии
1. В последнюю минуту (6 января 1984 г.)
2. Смерть на вилле (13 января 1984 г.)
3. Находка в ночи (20 января 1984 г.)
4. Пи 3 Икс замолкает (27 января 1984 г.)
5. Фальшивый барон (3 февраля 1984 г.)
6. Решение в полночь (10 февраля 1984 г.)
7. Пианино для Малаги (17 февраля 1984 г.)
8. Операция «Огненный шар» (24 февраля 1984 г.)
9. Смертельная ловушка (2 марта 1984 г.)
10. Пабло в опасности (9 марта 1984 г.)
11. В горах Кавказа (16 марта 1984 г.)
12. Смертный план для шахты (23 марта 1984 г.)
13. Кандалы для убийц (30 марта 1984 г.)

## В ролях
- Юрген Цартманн — Герман Андерс
- Гюнтер Науманн — Альберт
- Йорг Кляйнау — Хайнер
- Петра Блоссей — Анни, служанка на вилле
- Рената Блюме — Лидия Мессмер
- Альфред Штруве — оберштурмбаннфюрер (позднее бригадефюрер) СС Маас
- Ханс Тойшер — Цирус Розенфельд, дворецкий (сначала Витке, затем Мааса)
- Герд Блахушек — барон фон Линдек, лётчик Легиона «Кондор»
- Гойко Митич — Пабло Кальво, испанский антифашист
- Владимир Смирнов — Фёдор
- Мариям Агишева — Флорес
- Клаус-Петер Тиле — Менге, помощник Мааса
- Хайдемари Венцель — доктор Вилле
- Бруно Карстенс — Мартин
- Герт Гютшов — доктор Хельферих
- Дорит Геблер — фрау Маас
- Ханс-Йоахим Хегевальд — штандартенфюрер СА Витке
- Вольфрам Хандель — штандартенфюрер СС Айслебен